# Schiffsfahne von Söderala

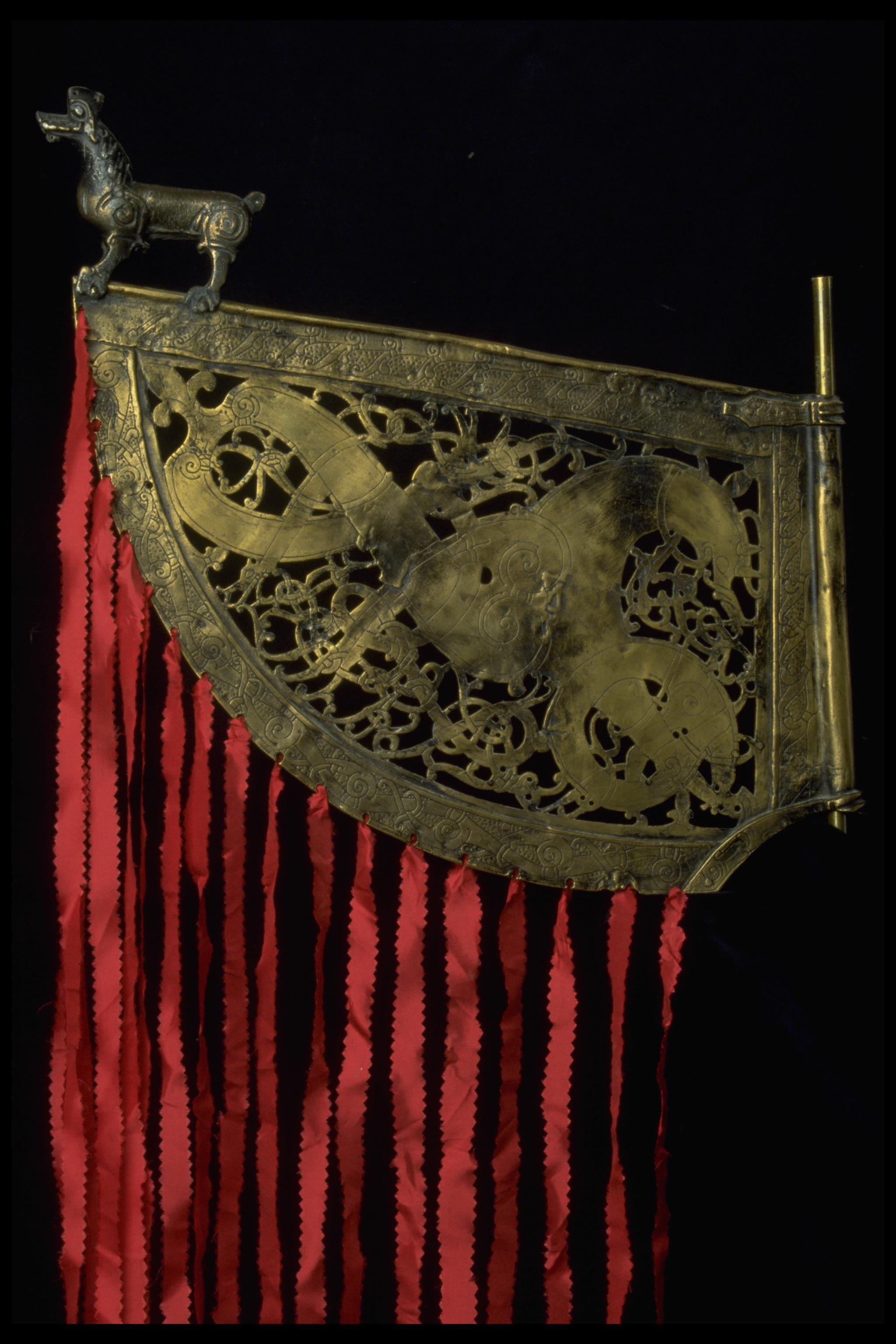
Schiffsfahne von Söderala

Die Schiffsfahne von Söderala (schwedisch Söderalaflöjeln) ist ein wikingerzeitlicher Schiffswimpel, der auf dem Kirchturm der Kirche von Söderala bei Söderhamn an der Ostküste Mittelschwedens entdeckt wurde. Der Schiffswimpel zeigt eine durchbrochene Ornamentik und ist im reinen Ringerikestil verziert. 
Die 35 cm lange Schiffsfahne von Söderala zeigt neben der vollplastischen Skulptur eines aufgesetzten Pferdes, prächtig geschmückte Drachen und Schlangen. Um die durchbrochene Darstellung windet sich die typische Verzierung in Rankentechnik. Der nicht abgesetzte Rand ist offenbar für die Anbringung eines Stoffstreifens oder anderer Anbringsel vorgesehen.
Schiffsfahnen haben die Form eines Flügels und werden auch als Wetterfahne oder „Vejrfana“ bezeichnet. Es handelt sich um aus Metall (Kupfer, Bronze oder vergoldetes Metall) gefertigte und deshalb erhaltenen Exemplare wikingerzeitlicher Heraldik, die statt der bekannten Drachenköpfe an den Vordersteven der Schiffe saßen, abnehmbar waren und vereinzelt auf Kirchtürmen überlebten. Ein Runenstab aus Bergen in Norwegen zeigt die „Leidang“ (die Flotte), bei der nur wenige Schiffe den drachen- bzw. bannerverzierte Steven haben. Das deutet darauf hin, dass nur die Schiffe von Königen oder bedeutenden Anführern solche Fahnen am Bug hatten. In der Saga-Literatur werden vergoldete Schiffsfahnen vom gleichen Typ wie die von Söderala mehrfach beschrieben.
Die Fahne von Söderala befindet sich heute im Historischen Museum in Stockholm. Eine Kopie befindet sich in der Kirche von Söderala.
Bisher wurden drei weitere Schiffsfahnen aufgefunden: die Schiffsfahne von Heggen und die Schiffsfahne von Tingelstad, beide aus Norwegen, sowie die Schiffsfahne von Källunge auf Gotland in Schweden. 